# Helicogonium jacksonii
Helicogonium jacksonii är en svampart som beskrevs av W.L. White 1942. Helicogonium jacksonii ingår i släktet Helicogonium och familjen Endomycetaceae.   Inga underarter finns listade i Catalogue of Life.